# أحمد عبد الحسين
أحمد عبد الحسين (22 أكتوبر 1997) هو لاعب كرة قدم عراقي يلعب كظهير أيمن أو لاعب وسط أيمن لنادي الزوراء في الدوري العراقي الممتاز.

## مهنة دولية
في 29 مارس 2021، خاض أحمد أول مباراة دولية له مع العراق ضد أوزبكستان في مباراة ودية في طشقند انتهت بفوز العراق بنتيجة 1-0.

## روابط خارجية
- احمد عبد الحسين على موقع ناشيونال فوتبول تيمز (الإنجليزية)
- احمد عبد الحسين على موقع Soccerway.com (الإنجليزية)